# Clovis Delacour
Pour les articles homonymes, voir Delacour.

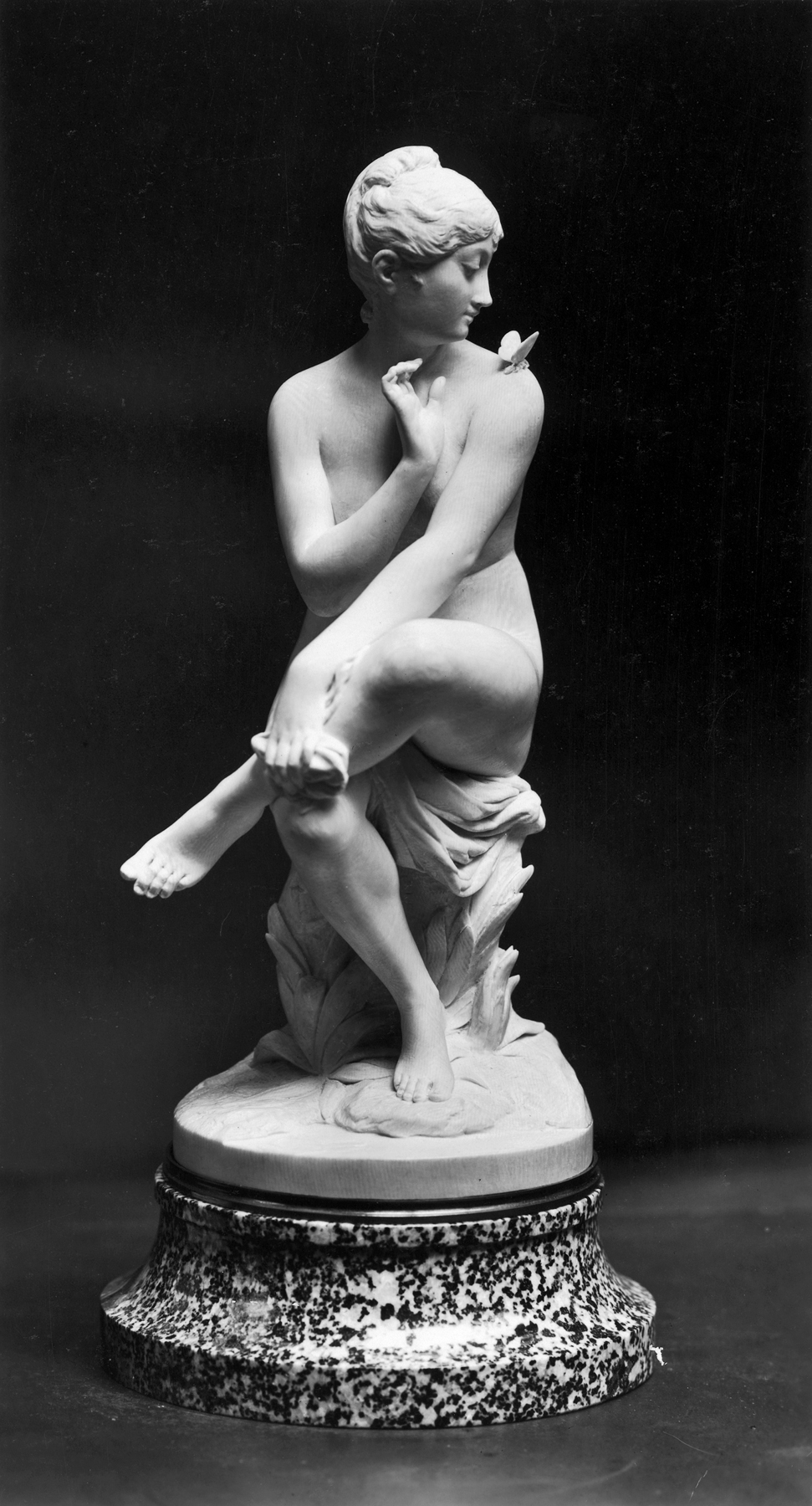
Femme nue avec papillon

Clovis Delacour, né le 28 avril 1859 à Châtillon-sur-Seine et mort le 23 juillet 1929 aux Sables-d'Olonne,,, est un sculpteur et médailleur français.

## Biographie
Élève de Aimé Millet et de Paul Moreau-Vauthier, Clovis Delacour obtient en 1891 une mention honorable au Salon des artistes français dont il est sociétaire ainsi qu'à l'Exposition universelle de 1900. 